# Asenbach
Asenbach ist ein Ortsteil von Schalksmühle im Märkischen Kreis im Regierungsbezirk Arnsberg in Nordrhein-Westfalen (Deutschland).

## Lage und Beschreibung
Asenbach liegt nordwestlich des Ortskerns im Tal des gleichnamigen Asenbachs nahe dessen Mündung in der Volme. Die Bebauung des Orts zieht sich entlang des Bachs bergauf bis nach Niedereeswinkel.
Weitere Nachbarorte sind Dahlerbrück, Am Hagen, Ufer, Ölken, Ober- und Mittelreeswinkel, Mollsiepen, Mathagen, Am Neuenhaus, Löh  und über die Volme hinweg Ohlerberg, Neuenbrücke, Flaßkamp und Linscheid.

## Geschichte
Das dem Kirchspiel Halver angehörige Asenbach wurde erstmals 1557 urkundlich erwähnt, die Entstehungszeit der Siedlung wird aber für den Zeitraum zwischen 1400 und 1500 in der Folge der späten mittelalterlichen Ausbauperiode vermutet. Der Hof war ein Abspliss des Hofs Oberreeswinkel.
Ab der Preußischen Neuaufnahme von 1892 ist der Ort auf Messtischblättern der TK25 als Asenbach verzeichnet.
Am 1. Oktober 1912 wurde der Bereich um den Ort aus der Gemeinde Halver ausgegliedert und der neu gegründeten Gemeinde Schalksmühle zugewiesen.